# Weston (Massachusetts)
Weston [wɜstən] ist ein Vorort von Boston im Middlesex County des Bundesstaats Massachusetts in den Vereinigten Staaten.
Das U.S. Census Bureau hat bei der Volkszählung 2020 eine Einwohnerzahl von 11.851 ermittelt.
Weston ist die reichste Vorstadt in der Metropolregion von Boston. Sie weist das höchste Pro-Kopf-Einkommen in Massachusetts auf und ist eine der 100 wohlhabendsten Städte mit mehr als 1000 Haushalten in den gesamten Vereinigten Staaten. Weston wurde 2010 im renommierten Forbes Magazine auf Platz 97 der teuersten Postleitzahlregionen der USA gewählt. Die Weston High School erreichte in einem Vergleich mit anderen High Schools im Jahr 2009 den ersten Platz im Bundesstaat Massachusetts, nachdem sie bereits im Jahr 2007 unter die besten 60 öffentlichen High Schools in den USA gewählt worden war und eine Goldmedaille erreichen konnte. In der Stadt herrscht im Vergleich mit anderen Vororten von Boston eine sehr niedrige Kriminalitätsrate, was vorwiegend auf den Umstand zurückgeführt wird, dass Weston von 1838 bis 2008 ein sog. Dry Town war. Die Siedlung erhielt 1713 Stadtrechte und liegt auf einem felsigen Hochland-Plateau.

## Geographie

### Lage
Weston liegt 12 Meilen westlich von Boston, 27 Meilen südlich von Lowell, 29 Meilen östlich von Worcester und 207 Meilen entfernt von New York City.

### Ausdehnung des Stadtgebiets
Nach Angaben des United States Census Bureau erstreckt sich die Stadt über 44,9 Quadratkilometer (17,3 Quadratmeilen). Davon sind 44,1 Quadratkilometer (17,0 Quadratmeilen) Landfläche, der Rest Wasser.

### Nachbargemeinden
Im Norden liegt Lincoln, im Osten Waltham und Newton, im Süden Wellesley, Natick befindet sich im Südwesten und Wayland im Westen.

## Geschichte
Die Stadt Weston wurde ursprünglich im Jahr 1698 als westlicher Bezirk von Watertown gegründet und erhielt 1713 als Town of Weston Stadtrechte.
Weston liegt auf einem felsigen Hochplateau, und die frühen Siedler mussten feststellen, dass die Fläche nutzbaren Ackerlands ebenso wie die zur Verfügung stehende Wasserkraft sehr begrenzt war. Kolonisten, die Mitte des 17. Jahrhunderts aus Watertown kamen, errichteten einige verstreute Farmen in Weston, und bereits 1679 hatten sich ein Sägewerk, mehrere Tavernen, einige Ärzte und „wahrscheinlich einige Anwälte“ angesiedelt.
Im 18. Jahrhundert profitierten die Einwohner wesentlich von der Boston Post Road, auf der die Postkutschen zwischen New York City und Boston verkehrten und die auch durch Weston führte. An dieser Straße wurden Gasthäuser errichtet, die eine außerordentliche Bedeutung zu ihrer Zeit aufwiesen und zum Teil noch heute existieren. Dazu zählen die Josiah Smith Tavern aus dem Jahr 1757 und die Golden Ball Tavern aus dem Jahr 1768. Der kommerzielle Verkehr auf der Boston Post Road kam allerdings 1810 nahezu zum Erliegen, als der Worcester Turnpike eröffnet wurde, der heute als State Route Massachusetts Route 9 genutzt wird. Damit einhergehend folgte die wirtschaftliche Stagnation, und die Bewohner von Weston fertigten fortan Schuhe oder Gerätschaften und Maschinenteile für die Woll- und Baumwoll-Industrie. Um 1870 erbauten Bostoner Bürger in Weston große Landvillen und gaben damit der Stadt einen wohlhabenden Charakter. Die lokale Wirtschaft wurde signifikant durch die umliegenden Farmen unterstützt und 1888 eröffnete eine Orgelpfeifen-Manufaktur, in der einige Einwohner Arbeit fanden. 1903 wurde das Weston Reservoir gebaut, 1938 folgte das Hultman Aqueduct zum Transport von Wasser nach Boston. Im Austausch gegen die Lieferung des Wassers bauten die Bostoner auch weiterhin Häuser in Weston. Viele ließen die Gebäude von namhaften Architekten entwerfen, so dass auch weiterhin eine sehr hochwertige Bausubstanz entstand.
So entwarfen berühmte Architekten wie Charles Follen McKim oder Henry Hobson Richardson Luxusvillen, welche die Anziehungskraft weiter erhöhten. Der Ort wuchs auf diese Weise zwischen 1920 und 1935 rasant und dann erneut nach dem Zweiten Weltkrieg. Bis heute spielt die Suburbanisierung eine wesentliche Rolle bei der Entwicklung von Weston, und die Einwohner sind stolz auf das Schulsystem und ihre Häuser in ruhigen, gut behüteten Nachbarschaften. Weston hat sich einen großen Anteil an offenen Flächen bewahrt und betreut mehr als 60 Meilen Wander- und Reitwege, Spielplätze, Ballplätze, Golfanlagen und Cross-Country Skigebiete.
Die Orgelpfeifen-Fabrik wurde Anfang des 19. Jahrhunderts durch ein Feuer vollständig zerstört. Es ist überliefert, dass bei Ausbruch des Feuers die örtliche Feuerwehr schnell vor Ort war und zu löschen begann. Allerdings befand sich der Wasservorrat auf der anderen Seite der Bahngleise, und der nächste vorbeikommende Zug durchtrennte alle Schläuche, mit denen die Feuerwehr gerade den Brand bekämpfte. Die Feuerwehrleute mussten das Wasser nun von Hand per Eimerkette herbeischaffen, was jedoch zu viel Zeit in Anspruch nahm, so dass das Feuer die aus Holz errichtete Fabrik vollständig vernichten konnte.

### Einwohnerentwicklung
| Altersverteilung in Weston im Jahr 2000 | Altersverteilung in Weston im Jahr 2000 | Altersverteilung in Weston im Jahr 2000 | Altersverteilung in Weston im Jahr 2000 | Altersverteilung in Weston im Jahr 2000 |
| --------------------------------------- | --------------------------------------- | --------------------------------------- | --------------------------------------- | --------------------------------------- |
|                                         |                                         |                                         |                                         |                                         |
| unter 18 Jahre                          | unter 18 Jahre                          |                                         | 28,0 %                                  | 28,0 %                                  |
| 18 bis 24 Jahre                         | 18 bis 24 Jahre                         |                                         | 7,3 %                                   | 7,3 %                                   |
| 25 bis 44 Jahre                         | 25 bis 44 Jahre                         |                                         | 20,4 %                                  | 20,4 %                                  |
| 45 bis 64 Jahre                         | 45 bis 64 Jahre                         |                                         | 27,8 %                                  | 27,8 %                                  |
| über 65 Jahre                           | über 65 Jahre                           |                                         | 16,0 %                                  | 16,0 %                                  |
|                                         |                                         |                                         |                                         |                                         |

Auf der Basis der Volkszählung aus dem Jahr 2000 gab es in Weston 11.469 Einwohner in 3.718 Haushalten und 2.992 Familien. Die Bevölkerungsdichte betrug 260 Einwohner pro Quadratkilometer und es gab 3.825 Wohneinheiten mit einer durchschnittlichen Baudichte von 86,8 Einheiten pro Quadratkilometer. Die Verteilung der Einwohner auf ihre jeweilige Abstammung betrug 90,26 % Weiße, 1,18 % Afroamerikaner, 0,05 % Indigene Amerikaner, 6,82 % Asiaten, 0,05 % Pacific Islander, 0,43 % andere Rassen und 1,21 % zwei oder mehr Rassen. Latinos stellten 1,90 % der Bevölkerung.
Von 3.718 Haushalten hatten 42,3 % bei ihnen lebende Kinder im Alter unter 18 Jahren. In 73,1 % der Haushalte lebten verheiratete Ehepaare, 5,6 % beschäftigten eine Haushälterin und 19,5 % waren keine Familie im engeren Sinne. In 17,2 % aller Haushalte lebten Singles, in 10,5 % lebte eine alleinstehende Person im Alter von 65 Jahren oder älter. Die durchschnittliche Haushaltsgröße betrug 2,85 Personen, die durchschnittliche Familiengröße 3,21 Personen.
Die Bevölkerung verteilte sich auf 28,0 % unter 18 Jahre, 7,3 % zwischen 18 und 24, 20,4 % zwischen 25 und 44, 27,8 % zwischen 45 und 64 sowie 16 % über 65 Jahre. Der Median der Altersverteilung betrug 42 Jahre. Auf 100 Frauen kamen 86,6 Männer.

Das mittlere Haushaltseinkommen in Weston betrug 153.918 US-Dollar pro Jahr, der Median der Familieneinkommen lag über 200.000 Dollar. Im Jahr 2007 stiegen diese Zahlen auf 189.041 Dollar für Haushalte bzw. 270.000 Dollar für Familien. Männer hatten dabei ein mittleres Einkommen von 100.000 Dollar gegenüber 58.534 Dollar bei Frauen. Das Einkommen pro Kopf betrug 79.640 Dollar pro Jahr. Trotz dieses Reichtums lebten 2,1 % der Familien und 2,9 % der Gesamtbevölkerung in Weston unterhalb der Armutsgrenze, davon 1,8 % unter 18 und 3,9 % über 65 Jahre.

## Politik
Bei den Präsidentschaftswahlen 2008 unterstützte Weston mit 60 % den Demokraten Barack Obama und mit 38 % den Republikaner John McCain.
Historisch gesehen stand Weston der Republikanischen Partei näher, hat sich jedoch auf bundesstaatlicher Ebene in den letzten Jahren zunehmend den Demokraten angenähert. Stimmte Weston bei den Präsidentschaftswahlen 1980 und 1984 jeweils mehrheitlich für Ronald Reagan und 1988 für George W. Bush, gingen die Wählerstimmen seit 1992 mit der Wahl von Bill Clinton in den Jahren 1996, 2000, 2004 und 2008 an den jeweiligen Kandidaten der Demokraten.
Die Stadt liegt vollständig im 7. Kongresswahlbezirk von Massachusetts und wird gegenwärtig durch den Demokraten Ed Markey im US-Repräsentantenhaus vertreten.
In der außerordentlichen Wahl für den US-Senat in Massachusetts im Jahr 2010 stimmte Weston mit 53 % für den späteren republikanischen Sieger Scott Brown und mit 46 % für die Demokratin Martha Coakley. Scott Brown ist gegenwärtig Junior-Senator und ersetzt den verstorbenen Edward Kennedy.

### Stadtrat
Die Stadt wird nicht von einem Bürgermeister regiert, sondern vom Board of Selectmen, dem Town Manager sowie dem Open Town Meeting. Eine stets aktuelle Liste mit allen offiziellen Posten und Personen kann auf der Internetseite der Stadt abgerufen werden.

## Kultur und Sehenswürdigkeiten

### Theater
- Die Weston Friendly Society of the Performing Arts ist die zweitälteste Laienspiel-Gruppe in Massachusetts.

### Museen
- In den Gebäuden der Privatschule Regis College befindet sich das Spellman Museum of Stamps & Postal History[16].

### Parks

#### The Case Estates
Das Case Estates ist ein Botanischer Garten in der Wellesley Street Nr. 135. Die belegte Fläche beträgt 260.000 Quadratmeter. Früher war der Garten die Baumschule des Arnold-Arboretum.
Die Estates wurden 1863 durch James Case gegründet, der das Kerngrundstück in diesem Jahr käuflich erwarb. Ab 1909 kaufte seine Tochter Marian Roby Case angrenzende Grundstücke auf, eröffnete darauf die Hillcrest Farms und betrieb diese von 1909 bis 1942 als experimentellen Anbaubetrieb für Obst und Gemüse. 1942 überließ sie das Grundstück der Harvard University, die daraufhin den Großteil der Farmgebäude verkaufte. Das ehemalige Anwesen der Case-Familie wird heute für die Schulverwaltung in Weston genutzt.
Heute ist das Grundstück teilprivatisiert und bietet liebevoll gestaltete Gärten und seltene Pflanzen. Der Großteil des Grundstücks besteht aus einem immergrünen Wald in fast natürlichem Zustand und kann über diverse Wanderwege erkundet werden. Ebenfalls zu sehen ist ein Rhododendron-Schaugarten, der von der lokalen Abteilung der American Rhododendron Society betreut wird.
Ein sehr interessantes Detail der Estates ist eine auffällige Steinmauer, die 1911 als Geburtstagsgeschenk von Ms. Case an ihre Schwester Louisa errichtet wurde. Die 61 Meter lange Mauer ist etwa drei Meter hoch und bis zu 1,80 Meter stark. Sie wird als „die größte bzw. längste freistehende, trockene Mauer in Neuengland“ beschrieben.
Im Jahr 2006 beschloss die Harvard-Universität, die Estates zu verkaufen. Am 8. November 2006 beschloss eine extra dafür einberufene Stadtversammlung in Weston, das Gelände für 22,5 Millionen US-Dollar zu kaufen. Der Stadtrat beabsichtigt allerdings, bis zu zehn Parzellen des Grundstücks weiter zu verkaufen, um eine zumindest teilweise Refinanzierung zu erreichen.

### Sport
Der Leo J. Martin Golf Course bietet auf 18 Löchern seit seiner Eröffnung 1930 einen Par-72-Kurs mit insgesamt 6.320 Yard (5.779 Meter) Länge. In den Wintermonaten wird der Kurs zu einer Cross-Country Skianlage umfunktioniert.

## Wirtschaft und Infrastruktur

### Verkehr
Weston besitzt drei MBTA-Haltestellen (Silver Hill, Kendal Green und Hastings), die sämtlich durch die Bahnstrecke Boston–Fitchburg bedient werden. Alle Haltestellen sind relativ klein und bieten nur begrenzten Service.

### Bildung
In Weston gibt es eine Vielzahl guter Schulen. Insbesondere nennenswert sind die Weston High School, die Cambridge School of Weston, die Rivers School sowie die Tremont School.

### Landwirtschaft
Seit 1980 existiert in Weston mit der Land's Sake Farm eine überregional bekannte Solidarische Landwirtschaft.

## Persönlichkeiten

### Söhne und Töchter der Stadt
- William A. Knowlton, US-amerikanischer 4-Sterne General

### Persönlichkeiten, die vor Ort gewirkt haben
- Steve Belkin, Eigentümer der Atlanta Hawks und Thrashers
- Frederic C. Dumaine, Jr., US-amerikanischer Geschäftsmann und Vorsitzender der Republikanischen Partei in Massachusetts von 1963 bis 1965
- Sarah Fuller, Autorin und Lehrerin, die Helen Keller unterrichtete
- Jeremy Jacobs, Eigentümer der Boston Bruins
- Steve Pagliuca, Managing Director von Bain Capital und Miteigentümer der Boston Celtics
- Ellen Richstone, ehemaliger CEO von Sonus Networks und aktuell Manager bei Luminus
- Joe Shortsleeve, Chefkorrespondent bei WBZ-TV

### Bekannte Sportler
- David Ortiz, Boston Red Sox DH/1B
- M.L. Carr, ehemaliger Spieler und Coach bei den Boston Celtics
- John Havlicek, ehemaliger Spieler der Boston Celtics
- Cedric Maxwell, ehemaliger Spieler der Boston Celtics und aktueller Radiomoderator
- Bobby Orr, Spieler der Boston Bruins
- Jerry Remy, ehemaliger Spieler der Boston Red Sox und aktueller TV-Moderator
- Kevin Youkilis, Spieler der Boston Red Sox